# Решетка на Пънет
Решетка на Пънет или Квадрат на Пънет е проста диаграма, предложена е от английския генетолог Реджиналд Пънет, с помощта на която графично се представят възможностите за съчетаемост на алели от родителските генотипи. В долната част на решетката са разположени женските гамети, а в другата – мъжките. Това позволява по-леко и прегледно представяне на генотипите, получени чрез кръстосване на родителски гамети.

## Монохибридно кръстосване
В следния пример и двата организма имат генотип Bb. Те могат да произведат гамети, съдържащи алелите B или b (главната буква означава доминантния белег, а малката – рецесивния). Вероятността за поколение с генотип BB е 25%, Bb – 50%, bb – 25%.
|         |   | Женски ♀ | Женски ♀ |
| B       | b |          |          |
| ------- | - | -------- | -------- |
| Мъжки ♂ | B | BB       | Bb       |
| Мъжки ♂ | b | Bb       | bb       |

Следователно фенотипът е в съотношение 3:1. Класически пример е цветът на козината на плъховете: B – черна козина; b – бяла козина. В такъв случай 75% от потомството ще има черна козина (BB или Bb), а само 25% ще се роди с бяла козина (bb).

## Дихибридно кръстосване
По-сложни кръстосвания могат да се получат, наблюдавайки две или повече гамети. Решетката на Пънет, обаче, работи само ако гаметите са независими едни от други, което означава, че ако даден алел има гамета A, това не означава, че не може да има алел от гамета B.
Следващият пример илюстрира дихибридно кръстосване между две хетерозиготни грахови зърна. R е доминантният белег за форма (кръгла), докато r представлява рецесивния белег (сбръчкан). А представлява доминантния белег за цвят (жълт), а а – рецесивния (зелен). Ако всяко растение има генотип RrAa, имайки се предвид, че алелите за форма и цвят са независими, те могат да произведат четири типа гамети с всички възможни комбинации: RA, Ra, rA и ra.
|    | RA   | Ra   | rA   | ra   |
| -- | ---- | ---- | ---- | ---- |
| RA | RRAA | RRAa | RrAA | RrAa |
| Ra | RRAa | RRaa | RrAa | Rraa |
| rA | RrAA | RrAa | rrAA | rrAa |
| ra | RrAa | Rraa | rrAa | rraa |

Получават се 9 кръгли жълти грахови зърна, 3 кръгли зелени, 3 сбръчкани жълти, 1 сбръчкано зелено грахово зърно. Фенотипът в дихибридното кръстосване е в съотношение 9:3:3:1.

### Дървен метод
Дървеният метод също може да реши дихибридни и полихибридни кръстосвания. Този метод не изчислява генотипа на гаметите.
Този метод е особено предпочитан, когато се кръстосват хомозиготни организми.

## Външни файлове
- Online Punnett Square Calculator
- Online Punnett Square Calculator, monohybrid and dihybrid, autosomal and sex-linked
- Salman Khan's "lecture"